# Khaled al-Khani
Khaled al-Khani (Hama, 17 de febrero de 1975) es un pintor sirio que actualmente reside en París donde llegó en 2011.

## Biografía
Su padre era oftalmólogo y fue asesinado en la Masacre de Hama de febrero de 1982.
Interesado por el arte desde su infancia, estudió bellas artes en la Universidad de Damasco, donde ya mientras estudiaba vendía sus pinturas. Se graduó en 1998 con un máster en el 2000.